# Dilkea acuminata
Dilkea acuminata je biljka iz porodice Passifloraceae, roda Dilkea. Prihvaćeno je ime i Dilkea retusa Mast. kao sinonim. Spada u podrod Dilkea.
Sinonimi su Dilkea magnifica Steyerm., Dilkea parviflora Killip. i Dilkea johannesii var. parvifolia Hoehne.
Raste u sjevernom Brazilu (Amazonas, Acre, Manaus, Araracuara), Panami (Colón, Panamá), Venezueli (Amazonas, Bolívar, Delta Amacuro), Peruu (Loreto, Maynas), Ekvadoru, Kolumbiji (Amazonas, Caquetá, Valle, Antioquia, San Carlos, San Luis, Yolombó, Chocó, Lloro, Valle del Cauca), Francuskoj Gvajani, a primjerci su pokupljeni od 50 metara nadmorske visine do 1020 metara nadmorske visine.
Nije svrstana u IUCN-ov popis ugroženih vrsta.

## Vanjske poveznice
- Dilkea na Germplasm Resources Information Network (GRIN)  Arhivirana inačica izvorne stranice od 5. svibnja 2009. (Wayback Machine), SAD-ov odjel za poljodjelstvo, služba za poljodjelska istraživanja.